# Estadio Municipal Germán Becker
Estadio Germán Becker – wielofunkcyjny stadion znajdujący się w chilijskim mieście Temuco służący do rozgrywania meczów piłki nożnej oraz rugby union.
Pierwszy stadion powstał w 1965 roku między innymi dzięki pracy więźniów z inicjatywy ówczesnego prezydenta miasta, Germána Beckera, który został jego patronem w listopadzie 1993 roku. Nowy zaś został oddany do użytku 5 listopada 2008 roku w obecności prezydent kraju Michelle Bachelet oraz ministrów Sergio Bitara i Francisco Vidala. Kosztem 17,7 miliarda peso zadaszono w pełni trybuny z 18 125 miejscami siedzącymi, zlikwidowano istniejącą wcześniej bieżnię lekkoatletyczną, zainstalowano system nagłaśniający, dwa cyfrowe ekrany i system monitoringu, a także zmodernizowano infrastrukturę w postaci dojazdów, parkingów i kas biletowych.
Jest stadionem domowym zespołów Unión Temuco i Deportivo Temuco. Gościł osiem spotkań piłkarskich MŚ U-20 Kobiet 2008, będzie również areną Copa América 2015. 2 marca 1966 roku miejscowy Green Cross Temuco pokonał na nim reprezentację ZSRR 1:0.
Po raz pierwszy międzypaństwowe spotkanie rugby union stadion gościł 27 kwietnia 2013 roku. W obecności dziesięciu tysięcy widzów Chilijczycy pokonali wówczas Brazylijczyków w meczu Mistrzostw Ameryki Południowej 2013 będącym również eliminacją do Pucharu Świata w Rugby 2015. Po wycofaniu się Antofagasty obiekt został zaś gospodarzem Junior World Rugby Trophy 2013.